# Spinimegopis morettoi
Spinimegopis morettoi är en skalbaggsart som först beskrevs av Alain Drumont 2003.  Spinimegopis morettoi ingår i släktet Spinimegopis och familjen långhorningar.
Artens utbredningsområde är Sri Lanka. Inga underarter finns listade i Catalogue of Life.